# 張愉
張愉（1508年—？），字孝徵，號順菴，直隸大名府長垣縣人，民籍，明朝政治人物。

## 生平
順天府鄉試第六十名舉人。嘉靖二十六年（1547年）中式丁未科會試第一百四十名，登第三甲第二百零二名進士。吏部觀政，任户部主事，督儲山西宣大，升郎中。出为两浙运同。

## 家族
曾祖張亨；祖父張璁，教授 贈監察御史；父張昪。前母鄭氏；母齊氏。永感下。兄张恺、弟张悱。子邦傑、邦纪、邦平。